# Dhankauli
Dhankauli (nep. धनकौली) – gaun wikas samiti w zachodniej części Nepalu w strefie Lumbini w dystrykcie Kapilvastu. Według nepalskiego spisu powszechnego z 2001 roku liczył on 1117 gospodarstw domowych i 7599 mieszkańców (3642 kobiet i 3957 mężczyzn).